# Conca dell'Alpago
 (février 2023).
Si vous disposez d'ouvrages ou d'articles de référence ou si vous connaissez des sites web de qualité traitant du thème abordé ici, merci de compléter l'article en donnant les références utiles à sa vérifiabilité et en les liant à la section « Notes et références ».
La Conca dell'Alpago est un bassin italien situé entre les derniers sommets des préalpes  des Dolomites bellunesi (parfois appelées « Dolomites d'Alpago ») et le lac de Santa Croce (it), dans la partie méridionale de la province de Belluno.
Peuplé de 10 215 habitants (en 2009), ce territoire, d'une superficie de 170,67 km², correspond à peu près à celui des communes de Chies d'Alpago, Farra d'Alpago, Pieve d'Alpago, Puos d'Alpago et Tambre. 

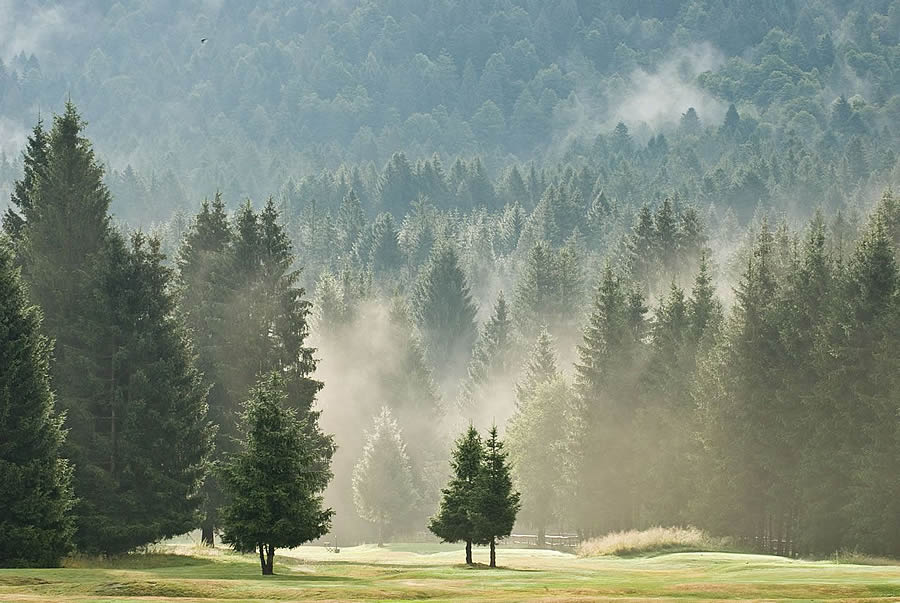
La.

La Conca dell'Alpago est bordée au sud par le haut plateau du Cansiglio. Les montagnes qui l'entourent sont, dans l'ordre, à partir du nord-ouest: la Dolada (1 939 m.), le Col Mat (1 980 m.), le Col Nudo, le sommet le plus élevé de toutes les préalpes vénètes (2 472 m.), la Pala Castello (2 199 m.), le Monte Teverone (2 347 m.), le Col Piero (2 000 m.), le Crepon (2 110 m.), le Crep Nudo (2 207 m.), le Venal (2 212 m.), le Monte Antander (2 184 m.), le Monte Messer (2 231 m.), le Monte Castelat (2 203 m.), le Monte Guslon (2 193 m.), la Cima delle Vacche (2 057 m.), le Monte Cavallo (2 251 m.), le Cimon della Palantina (2 193 m.), le Monte Tremol (2 007 m.), le Monte Costa (1 316 m.) et le Monte Faverghera (1 610 m.).
Sur ce territoire se trouvent le lac de Santa Croce (it), le lac le plus étendu de toute la Vénétie entièrement en territoire régional (le lac de Garde, plus étendu, n'est que partiellement en Vénétie) et la forêt du Cansiglio (ro).  